# Homonym (biologi)
Homonym är ett begrepp inom den gren av biologisk systematik som avhandlar taxonomi, och berör således namngivning av taxon.
Ibland publiceras vetenskapliga namn på till exempel växter och djur, av misstag, med exakt samma stavning som ett annat, redan befintligt vetenskapligt namn. Detta nya namn anses då vara en homonym. Eftersom det äldsta namnet enligt systematikens normer har företräde är homonymen i regel ogiltig (nom. illeg.) och får inte användas. Undantagna är homonym som gjorts giltiga av den botaniska kongressen. Dessa markeras (nom. cons.) och beslut om detta publiceras i International Code of Nomenclature for algae, fungi, and plants. Andra undantag görs i de fall homonymen står för ett djur men det tidigare, redan befintliga namnet aldrig själv använts för djur (utan alltså istället beskrivit till exempel en amöba, svamp eller växt).